# Commercial Orbital Transportation Services
Commercial Orbital Transportation Services (COTS) è stato un programma NASA con lo scopo di coordinare lo sviluppo da parte di aziende private di veicoli spaziali per il trasporto di rifornimenti e di astronauti alla Stazione spaziale internazionale. Il programma viene considerato dai responsabili della NASA un successo e un modello per le collaborazioni future con le aziende, in particolar modo per il contenimento delle spese. Diversamente dalle tradizionali commesse a margine garantito utilizzate normalmente dalla NASA, il programma COTS ha permesso di ottenere due lanciatori medi e due navette automatizzate per i rifornimenti alla Stazione Spaziale Internazionale a fronte di un investimento di circa 800 milioni di dollari. Tramite questo programma, nel 2006 sono selezionate le aziende SpaceX e Rocketplanet Kistler (RpK), tuttavia quest'ultima ha terminato il contratto per l'insufficienza dei finanziamenti privati richiesti dall'azienda spaziale statunitense. Quindi, dopo una seconda selezione, al suo posto è stata scelta Orbital Sciences Corporation. Il programma COTS è correlato al programma Commercial Resupply Services (CRS), ma separato da esso. Mentre quest'ultimo riguarda le missioni di rifornimento, il programma COTS ha finanziato lo sviluppo dei veicoli spaziali attraverso accordi chiamati Space Act Agreement (SAA) che forniscono finanziamenti al raggiungimento di specifici obiettivi. Il programma CRS invece è costituito da contratti vincolanti che prevedono delle responsabilità in caso di insuccesso.

## Panoramica del programma
Nei tradizionali rapporti con le industrie, il governo è obbligato a pagare i costi aggiuntivi legati a imprevisti che possono verificarsi nel processo di sviluppo. Quindi, i sostenitori del programma avevano fatto notare che in questo modo i contractor non erano incentivati ad efficientare il processo di sviluppo, poiché i costi dovuti a ritardi e sforamenti di budget erano coperti dall'agenzia spaziale. Nel 2004 l'Exploration Systems Mission Directorate propose di finanziare i partner attraverso pagamenti legati a traguardi ben definiti. In altre parole, i pagamenti erano garantiti solo al raggiungimento di obiettivi prefissati, non come nelle commesse a margine garantito usate in precedenza. In queste ultime le aziende avevano contratti che coprivano il costo totale del lavoro fatto, più un margine aggiuntivo di profitto. Invece, in questo nuovo approccio, ogni sforzo aggiuntivo richiesto per completare un obiettivo doveva essere coperto dall'azienda stessa e non dalla NASA. Inoltre, gli obiettivi potevano essere decisi indipendentemente per ogni contratto. La nuova iniziativa chiamata "Commercial Orbital Transportation Services" (COTS) venne pianificata in due fasi. Nella Fase 1 (quella che divenne il vero e proprio programma COTS), la NASA avrebbe aiutato le aziende a sviluppare veicoli per il trasporto di rifornimenti ed equipaggi in orbita terrestre bassa. Nella Fase 2, la NASA avrebbe stipulato invece contratti standard per comprare questi servizi dalle aziende selezionate, chiamati Commercial Resupply Services (CRS).
Dopo aver assunto il ruolo di amministratore NASA, Michael Douglas Griffin assegnò fondi per 500 milioni di dollari, su un periodo di cinque anni, per lo sviluppo di veicoli commerciali. La gestione del programma fu affidata al nuovo Commercial Crew & Cargo Program Office (С3PO), presso il Johnson Space Center, guidato da Scott J. Horowitz, amministratore associato dell'Exploration Systems Mission Directorate.

### Obiettivi
I tre obiettivi del programma erano:
1. agevolare l'esplorazione spaziale statunitense con investimenti per stimolare l'industria privata;
2. facilitare l'industria privata finalizzata al trasporto merci e passeggeri per ottenere un accesso affidabile e conveniente all'orbita terrestre bassa;
3. creare un mercato in cui i servizi di trasporto spaziale commerciale fossero disponibili per clienti governativi e privati.

### Requisiti
Il programma prevedeva che le aziende dimostrassero uno o più tra i seguenti servizi, chiamati "capability".
- Capability A: Trasporto ed smaltimento di rifornimenti non pressurizzati. Questa capability richiede la capacità di trasportare un carico, in un ambiente non pressurizzato, in orbita terrestre bassa e di smaltire un carico di rifiuti o componenti non riutilizzabili in modo sicuro, attraverso un rientro controllato nell'atmosfera terrestre.
- Capability B: Trasporto e smaltimento di rifornimenti pressurizzati. In altre parole, l'invio di un carico che necessita di un ambiente controllato ad una pressione atmosferica standard e lo smaltimento di un carico di rifiuti in modo analogo alla capability A.
- Capability C: Trasporto di rifornimenti pressurizzati e rientro a Terra di un carico. In questo caso, oltre all'invio di un carico in ambiente pressurizzato è richiesto anche il rientro sicuro a Terra di un carico, in genere costituito da esperimenti scientifici ed equipaggiamento malfunzionante che deve essere analizzato.
- Capability D: Trasporto e rientro a Terra di un equipaggio. Questa capability, che avrebbe richiesto ulteriori fondi dalla NASA, non era una priorità del programma, ma una opzione che poteva essere inclusa nelle proposte delle aziende se avessero dimostrato la capacità precedenti.

## Round 1
Il 18 gennaio 2006 venne annunciato l'invito a ricevere proposte. Il programma richiedeva che le aziende dovessero essere di proprietà statunitense per più del 50%. A marzo dello stesso anno vennero proposte 21 soluzioni da 20 aziende. Tra esse c'erano sia grandi protagonisti dell'industria aeronautica come Boeing e Lockheed Martin sia aziende più piccole come Orbital Sciences Corporation fino a startup come PanAero Inc. e Venturer Aerospace. Le proposte variavano da veicoli che assomigliavano allo Space Shuttle a capsule simili a quelle usate nel programma Apollo. Anche le tecnologie erano molto varie, e spaziavano da concetti tradizionali fino a nuove soluzioni come l'atterraggio con airbag.
Vennero selezionati sei finalisti: 
- Andrews Space Corp.
- Rocketplane Kistler Limited Inc. (RpK)
- SpaceDev, Inc.
- Space Exploration Technologies Corp. (SpaceX)
- SpaceHab Inc.
- Transformational Space Corp. (t/Space)

Horowitz e il suo team scelsero SpaceX sia per la qualità tecnica della proposta, sia per la solidità finanziaria e la presenza di un piano commerciale per conquistare una fetta del mercato dei lanciatori. La seconda scelta era stata ristretta a due aziende: la Rocketplane Kistler e il suo sistema di lancio riutilizzabile K-1, che tuttavia presentava debolezze nelle credenziali finanziarie, e SpaceDev. Quest'ultima invece aveva un business case solido, ma con un piano tecnologico meno attendibile per lo sviluppo del Dream Chaser. La selezione cadde infine su Rocketplane Kistler poiché, fece notare Horowitz, la complessità tecnica del progetto di SpaceDev presentava rischi superiori rispetto a quelli collegati alle incertezze finanziare di RpK.
Il 18 agosto 2006 SpaceX e RpK firmarono i primi Space Act Agreements (SAA) della competizione COTS. Alle aziende vennero assegnati rispettivamente 278 e 207 milioni, che sarebbero stati pagati dalla NASA in diverse tranche al superamento degli obiettivi specificati negli accordi. Questi erano stati fissati trimestralmente in modo da permettere alla NASA di monitorare i progressi.
La proposta di SpaceX comprendeva le capability A, B e C. Utilizzando il lanciatore Falcon e la navetta Dragon, l'azienda proponeva un sistema di trasporto spaziale in grado di portare 3 100 kg di carico sulla stazione spaziale ad ogni volo, con una frequenza di otto voli l'anno. Quando venne presentata la proposta, SpaceX stava sviluppando il lanciatore Falcon 1, chiamato così in onore della astronave pilotata da Ian Solo nei film di Guerre stellari. Il numero indicava l'uso di un singolo propulsore Merlin. Il razzo a due stadi era alimentato da ossigeno liquido e RP-1 ed era in grado di sviluppare una spinta di 340 kN, era alto circa 21 m e pesava 28 000 kg.
La proposta di Rocketplanet Kistler, il secondo partner commerciale selezionato, era il sistema di lancio K-1. Il progetto del K-1 prometteva di tramutare in realtà il sogno di un veicolo completamente riutilizzabile. Entrambi gli stadi sarebbero tornati a terra attraverso un sistema di paracadute e airbag. Il primo stadio del K-1, chiamato Launch Assisted Platform (LAP), avrebbe lanciato il secondo stadio chiamato Orbital Vehicle (OV) nella sua traiettoria in orbita terrestre bassa. Il LAP, alimentato da ossigeno liquido e RP-1 avrebbe utilizzato tre motori Aerojet AJ-26 (derivati da motori NK-33 russi).

## Round 2
Un secondo round si rese necessario a causa del termine dello Space Act Agreement con RpK ad ottobre 2007, perché l'azienda non riuscì a soddisfare i requisiti legati ai finanziamenti. Di conseguenza, il team del programma decise che invece di assegnare i fondi che erano stati allocati a RpK ad un altro partecipante alla gara, si sarebbe organizzata una nuova selezione delle proposte. La NASA aveva pagato 32,1 milioni di dollari a RpK, quindi erano rimasti circa 170 milioni non assegnati che potevano essere vinti da un nuovo partner commerciale. Il 22 ottobre venne annunciato un nuovo round di selezione. Avrebbero potuto partecipare sia nuove aziende che i competitor non selezionati nel precedente round. Questi ultimi avevano la possibilità di presentare aggiornamenti sulle loro proposte, come nuove informazioni tecniche o finanziarie. Il 22 novembre furono ricevute 13 proposte da partecipanti alla prima selezione come Andrews Space, Boeing, Orbital Sciences Corporation, SpaceX, e da nuovi competitor come TGV Rockets Inc.
A febbraio 2008 il team guidato da Douglas Cooke, che aveva sostituito Horowitz, selezionò Orbital Sciences Corporation come vincitore. La scelta era stata ristretta tra le due proposte più convincenti: quella di Orbital Science Corp e quella della Boeing. Il team esaminò le proposte analizzando diversi fattori. In particolare, il business plan di Orbital era migliore, perché la proposta di Boeing prevedeva lo sviluppo di una navetta e l'acquisto di servizi di lancio da altre aziende. Orbital invece avrebbe sviluppato sia la navetta che un proprio lanciatore, Taurus II. Il team notò che Orbital avrebbe avuto maggiore controllo sui costi di lancio, e il nuovo lanciatore medio di Orbital avrebbe soddisfatto uno dei requisiti del programma, relativo all'espansione del mercato dei lanciatori. Inoltre, Orbital aveva già i fondi interni per completare lo sviluppo e non aveva quindi necessità di coinvolgere altri investitori. Le capability C e D, presenti nella proposta di Boeing ma non in quella di Orbital, non vennero considerate una priorità per l'agenzia spaziale poiché erano già fornite dalla azienda spaziale russa Roscosmos con la navetta Sojuz. NASA firmò lo Space Act Agreement con Orbital il 19 febbraio 2008.
Prima del round 1 del programma COTS, Orbital aveva condotto studi sullo sviluppo di un lanciatore medio chiamato Taurus II, una versione più grande dell'allora lanciatore Taurus. La fase di studio terminò a primavera 2007, e durante lo sviluppo vennero apportate molte modifiche, tali da portare ad un cambio di nome al lanciatore, che venne chiamato Antares. Nel suo progetto, Orbital volle sfruttare al massimo la tecnologia esistente, decidendo di utilizzare un primo stadio con propulsori Aerojet AJ-26, motori ricondizionati da Aeroject a partire da modelli NK-33 acquistati a sua volta dalla russa Kuznetsov. Il primo stadio era costruito dall'azienda ucraina Yuzhnoye. Il secondo stadio impiegava un motore a propellente solido prodotto da Alliant Techsystems Inc. (ATK). Infine, la navetta era adattabile alle diverse capability richieste. Il modulo di servizio conteneva i propulsori, i sistemi elettrici, l'avionica, le comunicazioni ed altri sistemi. Questo sarebbe stato collegato ad un modulo cargo non pressurizzato, chiamato Unpressurized Cargo Module (UPCM), o ad un modulo cargo pressurizzato, chiamato Pressurized Cargo Module (PCM), in base alle esigenze della missione. Il modulo sarebbe stato agganciato alla Stazione Spaziale tramite il braccio robotico Canadarm 2.
Per la costruzione del PCM, Orbital si affidò all'italo-francese Thales Alenia Space, che aveva maturato esperienza dalla costruzione del modulo Multi-Purpose Logistics Module della stazione spaziale e dalla partecipazione nella costruzione di altri componenti come i moduli Columbus, Harmony e Tranquility. La costruzione, i test e l'integrazione dei pannelli solari del PCM vennero affidati a Dutch Space B.V.. Nella proposta presentata nel secondo round di selezione, il PCM sarebbe stato in grado di trasportare 2 300 kg di carico pressurizzato o 2 000 kg non pressurizzato. La capsula, chiamata Cygnus, avrebbe smaltito i rifiuti tramite un rientro controllato in atmosfera terrestre.
La NASA di lavorare anche con aziende non selezionate senza fornire finanziamenti. La NASA stipulò accordi non finanziati chiamati Commercial Space Transportation Capabilities Agreement con le aziende PlanetSpace, t/Space, Constellation Services International, SpaceDev e SpaceHab. Questi accordi permettevano ai partner di accedere all'esperienza tecnica della NASA senza i pagamenti degli SAA. Anche questi contenevano obiettivi, ma il С3PO non avrebbe condotto valutazioni formali. Tutte le aziende interruppero gli accordi per l'impossibilità di raggiungere gli obiettivi concordati senza finanziamento esterno della NASA.

## Conclusione del programma
Il programma COTS aveva tra gli obiettivi l'uso di fondi governativi nel modo più efficiente possibile per stimolare il settore statunitense del trasporto spaziale commerciale. Dei 500 milioni stanziati originariamente nel 2006, il С3PO ne impiegò 15 per la gestione del programma, lasciando 485 milioni da assegnare direttamente ai partner commerciali che sarebbero stati selezionati. Il programma utilizzò un metodo innovativo di cooperazione tra NASA e l'industria privata, che garantiva un notevole ritorno sull'investimento. Sia SpaceX che Orbital hanno sviluppato sistemi di trasporto verso l'orbita terrestre bassa costituiti da lanciatore e navetta con un investimento totale della NASA pari ad 788 milioni di dollari (oltre ai 500 milioni originariamente stanziati vennero aggiunti nel 2011 altri 288 milioni). Il modello per la stima dei costi usato dalla NASA ha calcolato che lo sviluppo interno di un lanciatore come il Falcon 9 sarebbe costato tra i 433 milioni e i 4 miliardi di dollari. Il costo finale dello sviluppo fatto da SpaceX è stato invece di 400 milioni, compresi i voli dimostrativi.

## Concorrenti
| Compagnia                            | Veicolo spaziale           | Vettore    | Partner                              | Partecipante al primo round | Semi-finalista al primo round | Partecipante al secondo round | Vincitore |
| ------------------------------------ | -------------------------- | ---------- | ------------------------------------ | --------------------------- | ----------------------------- | ----------------------------- | --------- |
| Orbital Sciences                     | Cygnus                     | Antares    | Thales Alenia Space                  | ?                           | No                            | Sì                            | Sì        |
| SpaceX                               | Dragon                     | Falcon 9   |                                      | Sì                          | Sì                            | Sì                            | Sì        |
| Andrews Space                        | Andrews Cargo Module       | Hercules   | Alliant Techsystems, MDA             | Sì                          | Sì                            | Sì                            | No        |
| Boeing                               | Automated Transfer Vehicle | Delta IV   | Arianespace, EADS Astrium            | ?                           | No                            | Sì                            | No        |
| PlanetSpace                          | Orbital Transfer Vehicle   | Athena III | Alliant Techsystems, Lockheed Martin | No                          | No                            | Sì                            | No        |
| Astrotech Corporation                | ARCTUS                     | Atlas V    | Lockheed Martin                      | Sì                          | Sì                            | Sì                            | No        |
| Rocketplane Kistler                  | K-1                        | K-1        | Orbital Sciences                     | Sì                          | Sì                            | No                            | No        |
| Venturer Aerospace                   | S-550 Space capsule        | Falcon 9   | SpaceX                               | Sì                          | No                            | No                            | No        |
| SpaceDev                             | Dream Chaser               | Atlas V    | Lockheed Martin                      | Sì                          | Sì                            | ?                             | No        |
| t/Space                              | Crew Transfer Vehicle      | QuickReach | AirLaunch                            | Sì                          | Sì                            | ?                             | No        |
| Constellation Services International | Progress                   | Sojuz      | RKK Ėnergija                         | ?                           | No                            | ?                             | No        |
| Lockheed Martin                      | ATV, H-II Transfer Vehicle | Atlas V    | EADS Astrium, JAXA                   | ?                           | No                            | ?                             | No        |
| PanAero                              | Space Van                  | Space Van  |                                      | ?                           | No                            | ?                             | No        |
| Space Systems/Loral                  | Space Tug                  | Aquarius   | Constellation Services International | ?                           | No                            | ?                             | No        |
| Advent Launch Services               | ?                          | ?          |                                      | ?                           | No                            | ?                             | No        |
| Exploration Partners                 | ?                          | ?          |                                      | ?                           | No                            | ?                             | No        |
| Odyssey Space Research               | ?                          | ?          |                                      | ?                           | No                            | ?                             | No        |
| Thortek Laboratories                 | ?                          | ?          |                                      | ?                           | No                            | ?                             | No        |
| Triton Systems                       | ?                          | ?          |                                      | ?                           | No                            | ?                             | No        |